# Semioruga M9
El M9 fue un semioruga estadounidense producido por la International Harvester Company (IHC) durante la Segunda Guerra Mundial, para ser suministrado a los Aliados a través del Lend-Lease. Tiene la misma carrocería y el mismo chasis que el Semioruga M5 (fabricado también por la IHC para el Lend-Lease), pero tiene los mismos compartimientos de almacenaje y la misma radio que el Semioruga M2.
El M9 estuvo en servicio por un largo tiempo. Hacia el final de la Segunda Guerra Mundial se habían fabricado 3.500 unidades. Fue empleado durante la Segunda Guerra Mundial, la Guerra árabe-israelí de 1948, la Guerra de Corea, la Guerra del Sinaí, la Guerra de Vietnam, la Guerra de los Seis Días y la Guerra de Yom Kippur. Fue empleado por 11 países hacia el final de su servicio.  

## Desarrollo
Estados Unidos adoptó los semiorugas en grandes cantidades, ya que podían construirse más rápido y barato por productores de vehículos civiles antes que los vehículos blindados de las fábricas militares. El Semioruga M2 fue inicialmente planeado como un tractor de artillería, pero también fue empleado para transportar las escuadras de ametralladoras de los regimientos blindados de infantería y por unidades de reconocimiento hasta que los automóviles blindados M8 Greyhound más veloces y mejor armados estuvieran disponibles.
A fin de poder abastecer a los Aliados, se necesitaba una mayor producción que la efectuada a través de las empresas que producían el M2 (y el más grande Semioruga M3). La International Harvester Company (IHC) podía producir semiorugas, pero algunas diferencias tenían que ser aceptadas debido a los distintos métodos de fabricación y piezas. Esto llevó a la IHC a producir para el Lend-Lease al Semioruga M5 como un equivalente del M3 y al M9 como un equivalente del M2.

## Diseño
El M9 empleaba el mismo chasis y componentes mecánicos del M5. Su espacio interior fue distribuido para ofrecer compartimientos de almacenamiento similares, acceso a las radios desde el interior, puertas posteriores y un afuste de pedestal para ametralladora como en el M2. La variante M9A1 incorporaba las mejoras hechas a los semiorugas M2, M3 y M5, cambiando al afuste anular para ametralladora y añadiendo tres resaltes para montar ametralladoras.
Como en el M5, debido a una escasez de blindaje cementado se utilizó blindaje homogéneo laminado. A pesar de ser más grueso, ofrecía menos protección y podía ser perforado por balas antiblindaje de fusil desde 270 m, en lugar de 180 m. El blindaje también aumentó el peso del vehículo, aunque el "desempeño era esencialmente similar".

## Historial de combate
El M9 entró en producción en agosto de 1942, por la IHC. El M9 y el M9A1 fueron fabricados en masa y en total se produjeron 2.026 unidades. Según el historiador militar y especialista en defensa estadounidense Steven Zaloga, en 1943 se produjeron 2.026 semiorugas M9 y 1.407 semiorugas M9A1.
El M9 fue empleado en la Segunda Guerra Mundial, la Guerra árabe-israelí de 1948, la Guerra de Corea, la Guerra del Sinaí y muchos otros conflictos. Los M9 fueron prestados a otros países, al igual que la mayoría de semiorugas producidos por la IHC en la Segunda Guerra Mundial. El M9A1 fue prestado tanto a la Unión Soviética como al Reino Unido, este último proveyéndolo a otros países de la Commonwealth británica.

## Usuarios
El M9 fue empleado por muchos países, pero no por Estados Unidos, ya que había suficientes semiorugas M2 y M3 para las necesidades estadounidenses. El Reino Unido prestó algunos semiorugas a la Francia Libre y otros gobiernos en el exilio. La Unión Soviética recibió estos semiorugas directamente. Después de la Segunda Guerra Mundial, el mercado de vehículos militares de segunda mano fue una fuente de suministros para algunos países, incluyendo a Israel. Los semiorugas M9 fueron ofrecidos a través del Programa de Ayuda Militar (PAM) a los siguientes países:
- Argentina: Entre los años 1946 y 1947 compró algo más de 400 vehículos. Todos eran de la marca International Harvester Corporation (IHC) en sus modelos M5, M5A1 y M9A1, con rodillo o malacate. Entraron en servicio 379 unidades solamente debido a que muchos de estos llevaban años en desuso y/o a la intemperie. A fines del año 2006 el Ejército Argentino, luego de 60 años de servicio, decidió la baja definitiva de todos los semiorugas aún en uso. Algunos fueron donados a Bolivia y los restantes salieron a subasta pública, en su mayoría completos y en funcionamiento.
- Brasil[14]
- Canadá[4]
- Checoslovaquia[14]
- China[14]
- Francia - incluyendo 603 semiorugas M9/M9A1 del Ejército estadounidense.[14]
- Israel[14]
- Japón[14]
- Pakistán[14]
- Polonia[14]
- Reino Unido[4]
- Unión Soviética - 413 semiorugas M9.[4]